# Аскеров, Гулу Рустам оглы
Гулу Рустам оглы Аскеров (азерб. Qulu Rüstəm oğlu Əsgərov; 18 декабря 1928, Сальяны — 12 июня 1987, Баку) — азербайджанский певец (лирико-драматический тенор), ханенде, композитор.

## Биография
Родился 18 декабря 1928 года в городе Сальяны Азербайджанской ССР.
С юных лет проявлял интерес к музыке, в школьные годы самостоятельно освоил игру на таре. Начал творческую деятельность в районном доме культуры, выступал с песнями собственного сочинения, аккомпанируя себе на таре, в первой половине 1940-х годов организовал и возглавил ансамбль народных инструментов «Аразбары» при доме культуры. Кроме того, выступал на сцене Сальянского государственного драматического театра (ныне Сальянский кукольный театр)
В 1952 году переехал в Баку, в 1953 году поступил в музыкальное училище имени Асафа Зейналлы (класс Сеида Шушинского), с этого же года выступал на сцене Азербайджанской государственной филармонии. В 1961 году окончил Азербайджанский театральный институт.
С 1957 по 1978 год — солист Азербайджанского государственного театра оперы и балета им. М. Ф. Ахундова. Воплотил на сцене театра образы Меджнуна, Зейда и Ибн-Салама в опере «Лейли и Меджнун» (У. Гаджибеков), Керема в опере «Асли и Керем» (У. Гаджибеков), Шаха Исмаила в опере «Шах Исмаил» (М. Магомаев), Ашуга Гариба в опере «Ашуг-Гариб» (З. Гаджибеков).
В репертуаре певца важное место занимают мугамы («Шур», «Раст», «Баяты-Кюрд», «Баяты-Каджар» и другие), тэснифы, народные песни и песни собственного сочинения. Автор более 40 песен, среди них — «Гетмэ ярым» («Не уходи, любимая»; сл. С. Шафа), «Эзиз дост» («Дорогой друг»; сл. Р. Гамзатова и Т. Байрама), «Доланарам башына» («Покружусь над головой»; слова его же) и т. д. Песни на музыку Аскерова исполняли народная артистка СССР Зейнаб Ханларова, народные артисты Азербайджана Ислам Рзаев, Заур Рзаев и другие. Записи песен и мугамов в исполнении Аскерова хранятся в золотом фонде Азтелерадио, с песнями выпущены пластинки фирмы «Мелодия».
Мугамам в исполнении Гулу Аскерова присущи изысканность в выборе газелей, умелое владение голосом, мелизмы. Отличался мелодичным, задушевным тембром голоса, в исполнении песен заметен высокий лиризм. Выступая на сцене оперного театра, стремился воплотить образы, максимально раскрыв все черты темперамента героев.
Победитель республиканской олимпиады молодых талантов (1953), лауреат VI Всемирного фестиваля молодёжи и студентов (1957), обладатель диплома I степени Всесоюзного конкурса артистов эстрады (1958).
Вел педагогическую деятельность, с конца 1960-х годов преподавал в Бакинском культурно-просветительском техникуме, с 1978 года — в Азербайджанском государственном институте искусств. Среди учеников — народные артисты Азербайджана Алим Гасымов, Мелекханум Эюбова и другие.
Скончался 12 июня 1987 года от рака лёгких. Похоронен в родном городе.